# KZ Schömberg
Das KZ Schömberg war ein Konzentrationslager bei Schömberg im heutigen Zollernalbkreis in Baden-Württemberg, das vom 16. Dezember 1943 bis zum 17. April 1945 bestand. Es zählte zu den zahlreichen Außenlagern des KZ Natzweiler-Struthof und war eines der sieben Lager des sogenannten Unternehmens Wüste. Bei diesem Projekt wurde Treibstoff aus Ölschiefer gewonnen, der am Fuß der Schwäbischen Alb abgebaut wurde. Die Häftlinge des KZ Schömberg bauten bei Schömberg eines der zehn Ölgewinnungswerke des Unternehmens Wüste und arbeiten in dem Werk.

## Lage
Das Lager lag im Südwesten Schömbergs und grenzte an die Bahnstrecke Balingen–Rottweil. Der Bahnhof Schömberg war nur etwa 600 Meter vom Lagereingang entfernt; wegen der Nähe zum Bahnhof wurde das Lager auch „Bahnhofs-KZ“ genannt. Abgesehen von wenigen Gebäuden um den Bahnhof lagen die nächsten Siedlungen über einen Kilometer entfernt. Dem Lager direkt benachbart entstand das Ölgewinnungswerk.
Der Lagerkomplex wurde nach dem Zweiten Weltkrieg von einem zementverarbeitenden Industriebetrieb überbaut, das Gelände wird noch heute von verschiedenen Unternehmen genutzt. Abgesehen von barackenähnlichen Gebäuden entlang der Wellendinger Straße und dem Bahnanschluss erinnert heute vor Ort nichts mehr an das Lager und das Ölgewinnungswerk.

## Hintergrund
Im Oktober 1943 wurde die Deutsche Ölschiefer-Forschungsgesellschaft (DÖLF) gegründet, die das Meilerverfahren erproben sollte, um Öl aus Ölschiefer zu gewinnen. Ursprünglich war Metzingen für eine Versuchsanlage vorgesehen, der Standort der Großversuchsanlage wurde aber nach Schömberg verlegt, wo die Bauarbeiten im November 1943 begannen.
Gegen Ende des Zweiten Weltkriegs wurde die Versorgung mit Treibstoff für die deutsche Kriegswirtschaft ein immer größeres Problem, so dass im Juni 1944 der Mineralölsicherungsplan beschlossen wurde. Im Juli 1944 folgte die Entscheidung, auch den Posidonienschiefer am Rand der Schwäbischen Alb zur Treibstoffgewinnung zu nutzen. Für dieses Projekt, das unter dem Decknamen „Unternehmen Wüste“ oder kurz „Wüste“ lief, wurden KZ-Häftlinge als Arbeiter eingesetzt. Zwischen Tübingen und Rottweil wurden sieben Konzentrationslager angelegt. Die Häftlinge bauten nicht nur den Ölschiefer ab, sie bauten auch die geplanten zehn Ölgewinnungswerke und arbeiteten in den Werken. Von den zehn Werken gingen jedoch nur vier in Betrieb, darunter das „Werk 9“ bei Schömberg. Schömberg wurde das technische Zentrum des Unternehmens Wüste.

## Das Lager

### Häftlinge
Das Lager wurde am 16. Dezember 1943 in Betrieb genommen, als die ersten Häftlinge aus Natzweiler-Struthof eintrafen. Sie wurden in einigen bereits bestehenden Baracken interniert. Die bis zu 800 Häftlinge wurden aus den KZ-Stammlagern Natzweiler-Struthof und Auschwitz überstellt. Aber auch aus den anderen Lagern der Wüste-KZs (KZ Schörzingen, KZ Frommern, KZ Erzingen, KZ Bisingen, KZ Dautmergen und KZ Dormettingen) wurden Häftlinge nach Schömberg gebracht.
Im Lager waren Häftlinge meist jüdischen Glaubens interniert. Viele stammten aus Litauen, dem Warschauer Ghetto oder aus Ungarn. Es gab aber auch Sinti und Roma und aktive Widerstandskämpfer aus Polen, Skandinavien und Westeuropa. In der Häftlingshierarchie hatten vor allem luxemburgische Häftlinge einen hohen Rang, da sie der deutschen Sprache mächtig waren.
Die im Lager eingesetzten KZ-Häftlinge wurden von der SS zur Verfügung gestellt. Diese erhielt 4–5 Reichsmark pro Gefangenem und Arbeitstag.

### Lageraufbau
Das KZ bestand aus vier Lagerblöcken. Um den Appellplatz angeordnet waren das Magazin, das Bad, eine Schusterei sowie die Küche des Konzentrationslagers. Außerdem existierte im Lager ein Krankenrevier. Die Organisation sah vor, dass 64 Häftlinge innerhalb des Lagers tätig waren. Um das Lager waren verschiedene Wohn- und Verwaltungsgebäude des Lagerpersonals angeordnet. 
Die Baracken besaßen Fenster, Fußböden und ein Abort, ein Verdienst des Lagerältesten Roger Hoffmann.

### Lagerführung
Das Kommando des KZ Schömberg führte SS-Hauptscharführer Josef Seuß. Er war zeitweise auch übergeordneter Kommandant sämtlicher Wüsten-KZs. Seuß wurde von den Häftlingen lediglich als „Zack-Zack“ bezeichnet. Er war bekannt dafür, trotz des Winters Kommandos „ohne Schuhe“ zu bilden.
Lagerältester war Roger Hoffmann. Er war bemüht, ohne Schläge und Grausamkeit das Lagerleben zu organisieren. Seit er das Amt übernahm, reduzierte sich die Zahl der Toten wesentlich. Viele Gefangene sprachen davon, dass durch seine Hilfe das Lagerleben überhaupt nur erträglich wurde.
Häftlinge berichten von extremer Brutalität des Blockführers Gleich sowie des Rapportführers Seith. So existieren Aussagen von Hoffmann, die besagen, dass von beiden Häftlinge in Hundezwinger mit bissigen Tieren gesperrt und Gefangene vor den Augen sämtlicher anderer Insassen erhängt wurden.

### Situation der Gefangenen
Die Situation im Lager war katastrophal. Man stellte den Häftlingen keine Seife und keine Duschen zur Verfügung. Trotz der extrem schmutzigen Arbeit wurde den Zwangsarbeitern keine Möglichkeit zum Wechsel der Wäsche geboten. Ungeziefer breitete sich im Lager aus. Verbandsmaterial aus Papier wurde nur an die Führungsschicht der Häftlinge ausgegeben und einmal pro Woche gewechselt. Trotz des extrem strengen Winters 1944/45 gab es für viele Häftlinge keine Schuhe. Die Gefangenen hungerten und aßen oft Abfälle. Diebstahl war für viele die einzige Möglichkeit, zu überleben. Korruption war üblich.
Die Häftlinge mussten trotz unzureichender Versorgung schwerste körperliche Arbeit verrichten. Sie wurden zu Barackenbauarbeiten, zum Errichten von Zäunen und Straßen herangezogen. Außerdem waren sie beim Schieferabbau tätig, verlegten Feldbahnschienen oder arbeiteten in der Schwefelanlage. Zusätzlich wurden sie beim Beladen der Eisenbahnwaggons mit Steinen, Zementrohren bzw. Sand und Kies eingesetzt.
Im Lager brach Fleckfieber aus, an dem zahlreiche Häftlinge starben. An Tuberkulose erkrankte Häftlinge wurden mit Spritzen, die mit Formaldehyd gefüllt waren, getötet. Es wurde geschildert, dass einige Gefangene nach dem Aufsuchen der Toilette nicht mehr zurückkehrten.
Die Zahl der im Lager ums Leben gekommenen Häftlinge ist nicht bekannt, überstieg aber mit Sicherheit einige Hundert. Ein für die Versorgung der Erkrankten zuständiger Mithäftling sagte im Rastatter Prozess aus, dass es täglich zwischen einem und vier Toten gab.

### Auflösung des Lagers
Als im Frühjahr 1945 die Front näher rückte, wurde das Unternehmen Wüste eingestellt und das Lager am 17. April 1945 aufgelöst. Die KZ-Häftlinge, die einem Befehl Heinrich Himmlers zufolge dem Feind nicht lebend in die Hände fallen sollten, wurden teils in Kohletransportwaggons in das Dachauer KZ-Außenlager München-Allach evakuiert, größtenteils aber auf Todesmärsche Richtung Oberschwaben und Oberbayern geschickt. Am 22. Mai 1945 erreichte ein Teil einer Kolonne Ostrach, wo die ausgemergelten und vielfach kranken Häftlinge von ihren Bewachern verlassen wurden und die Freiheit erlangten. Weitere Häftlinge wurden in der Nähe von Garmisch-Partenkirchen durch die Amerikaner befreit. Wie viele Häftlinge bei dem Todesmarsch ums Leben kamen, ist ungeklärt.

## Aufarbeitung

### Strafverfolgung
SS-Unterscharführer Ludwig Gleich (Blockführer), SS-Hauptscharführer Willy Seith (Rapportführer) und SS-Oberscharführer Nikolaus Busch (Küchenchef) wurden bei den Rastatter Prozessen zum Tode verurteilt.

### KZ-Friedhof und Gedenkstätten

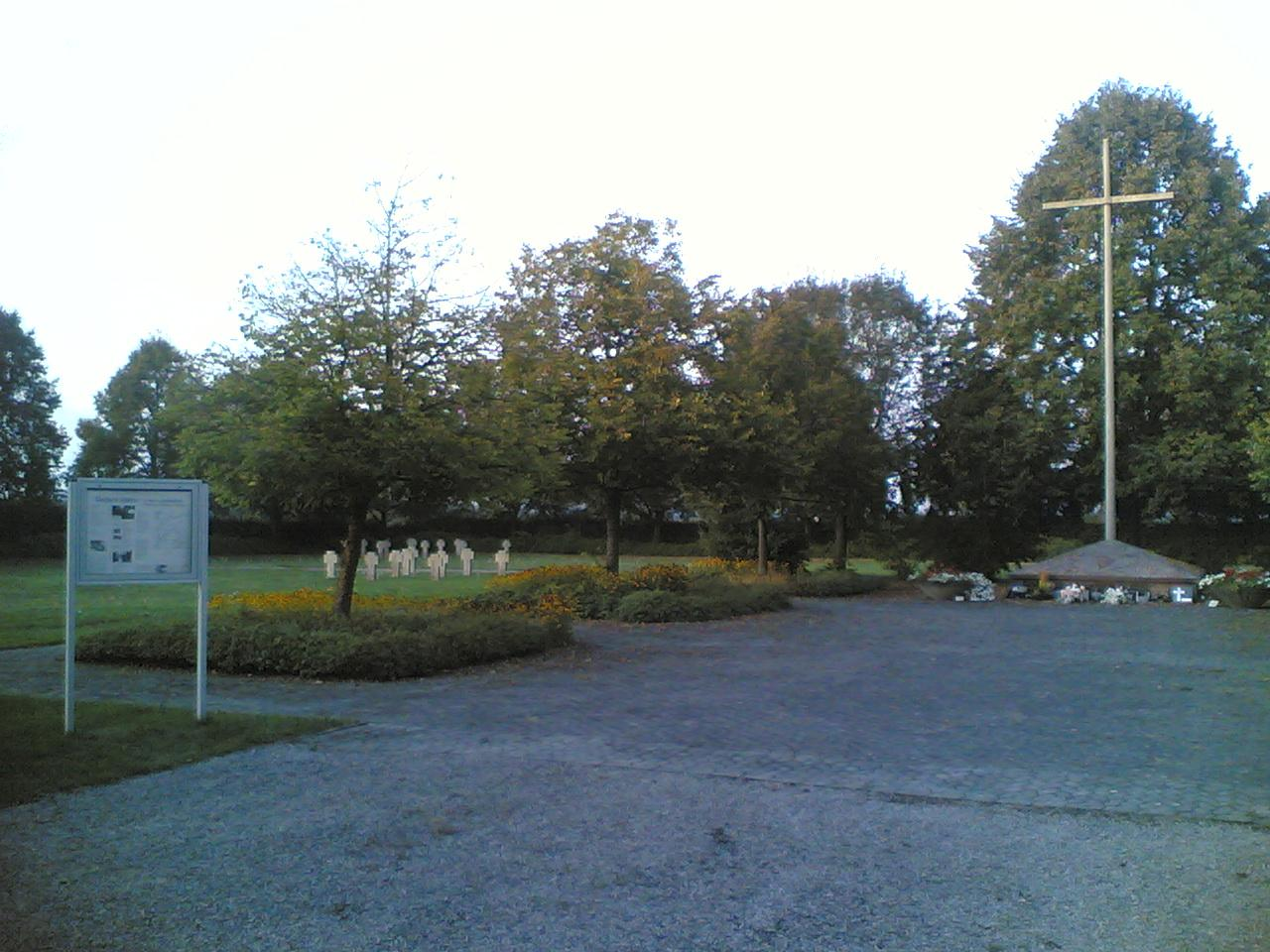
Ehrenfriedhof bei Schömberg

Nach Kriegsende wurden Gruben im Schönhager Loch mit Massengräbern entdeckt. In den 75 Gräbern waren pro Grab zwischen zwei und 53 Leichname verscharrt worden. Nach ihrer Exhumierung hat man sie auf einem KZ-Ehrenfriedhof an der Verbindungsstraße zwischen Schömberg und Dautmergen bestattet. Hier ruhen 1777 Tote aus den Lagern in Dautmergen, Dormettingen und Schömberg.
Eine im April 2008 eröffnete Gedenkstätte Dautmergen-Schömberg erinnert an das Schicksal der KZ-Insassen. Auf sie beziehen sich die oben angegebenen Koordinaten. Die Initiative Gedenkstätte Eckerwald erinnert an die Natzweiler Außenlager Dautmergen, Schömberg und Schörzingen.
Zeugnisse des Todesmarsches sind verschiedene Gräber in der Gemarkung Ostrach in Richtung Pfullendorf, in denen an Entkräftung und Hunger verstorbene oder aber von den SS-Bewachern erschossene Häftlinge begraben sind. Die Gräber werden von Schülern gepflegt.